# Association internationale de la presse sportive

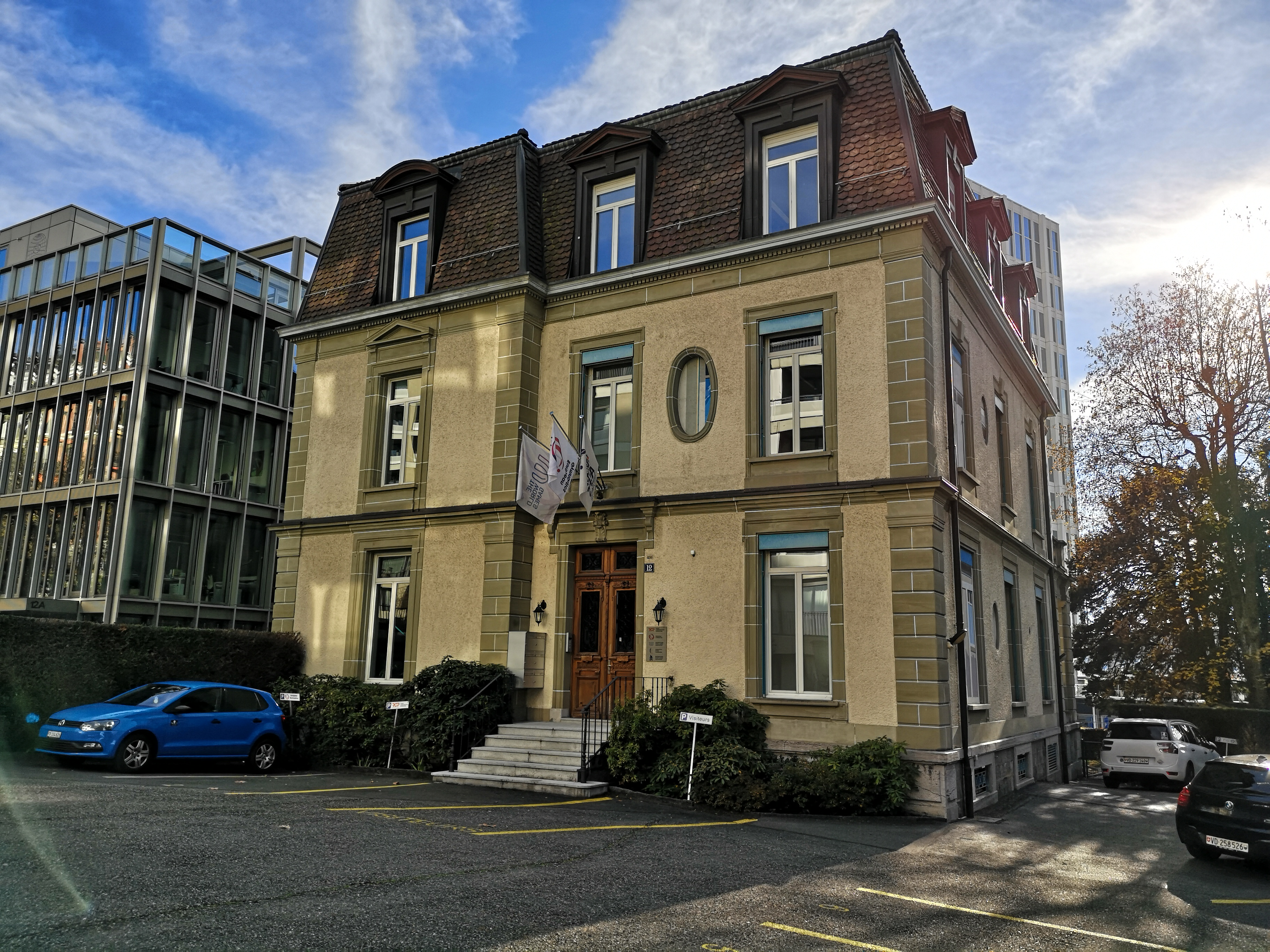
Siège de l'AIPS à Lausanne.

Pour les articles homonymes, voir AIPS.
L'Association internationale de la presse sportive, ou AIPS, est une organisation internationale représentant les intérêts de la presse écrite sportive. Fondée en 1924, elle a son siège à Lausanne, en Suisse.

## Histoire
L'association a été fondée en 1924 à l'occasion des Jeux olympiques de Paris. Son premier président fut le journaliste français Frantz Reichel, qui avait lui-même participé aux Jeux olympiques de 1896 et 1900 en tant que coureur et joueur de rugby et avait remporté une médaille d'or en rugby. Après la fin de sa carrière sportive, il est devenu journaliste, notamment pour Le Figaro. Il est resté président de l'AIPS jusqu'à son décès soudain en 1932, remplacé par son vice-président belge Victor Boin, qui a occupé ce poste jusqu'en 1956 et qui avait lui-même participé à quatre Jeux olympiques et remporté trois médailles en water-polo et en escrime. Depuis 2005, le président est l'Italien Gianni Merlo, rédacteur en chef du magazine Atletica Leggera et auteur de plusieurs livres sur le sport (2015).
L'AIPS est l'organisation chapeau des associations nationales de journalistes sportifs. Lors de sa création, huit nations étaient représentées ; le nombre de membres n'a cessé d'augmenter, surtout après la Seconde Guerre mondiale, pour atteindre 144 en 2005. L'AIPS est elle-même membre de l’Association globale des fédérations internationales sportives.
Quatre fois par an, l'association publie l’AIPS-Magazine. Elle décerne également le prix Power of Sports et attribue la plus haute distinction internationale pour les journalistes sportifs, les AIPS Sport Media Awards.